# 芭布丝·安德森
芭布丝·安德森（英語：Babs Anderson，？—），博茨瓦纳女子草地滚球运动员。她曾代表博茨瓦纳参加1986年、1990年、1994年和1998年英联邦运动会草地滚球比赛，获得一枚铜牌。